# Vandenberg's MoonKings
Vandenberg's MoonKings is een Nederlandse hardrockband die in februari 2014 werd opgericht door rockgitarist Ad Vandenberg. De andere drie leden zijn zanger Jan Hoving, basgitarist Sem Christoffel en drummer Mart Nijen Es. Het gelijknamige debuutalbum kwam in de top 3 van de Nederlandse Album Top 100 terecht.
Tijdens de tournee in 2014 werden 28 steden aangedaan in Nederland, België, Duitsland, Engeland, Frankrijk, Zweden, Spanje en Japan.
Drie maanden na de officiële oprichting, werd Ad Vandenberg voor zijn nieuwe succesvolle band bekroond door Buma (voorheen Conamus) met de eerste Rocks Export Award.
Ondanks dat Adrian Vandenberg de bandnaam Vandenberg mocht gebruiken, koos hij toch voor een naam die 'Vandenberg' aanvulde.

## Leden
- Adrian Vandenberg – gitaar
- Jan Hoving – zang
- Sem Christoffel – basgitaar
- Mart Nijen Es – drumstel

## Discografie

### Albums
| Album met eventuele hitnotering(en) in de Nederlandse Album Top 100 | Datum van verschijnen | Datum van binnenkomst | Hoogste positie | Aantal weken | Opmerkingen |
| ------------------------------------------------------------------- | --------------------- | --------------------- | --------------- | ------------ | ----------- |
| Vandenberg's MoonKings                                              | 2014                  | 01-03-2014            | 3               | 6            |             |
| MK II                                                               | 2017                  | 11-11-2017            | 29              | 1            |             |
| Rugged And Unplugged                                                | 2018                  | -                     |                 |              |             |

| Album met hitnotering(en) in de Vlaamse Ultratop 200 albums | Datum van verschijnen | Datum van binnenkomst | Hoogste positie | Aantal weken | Opmerkingen |
| ----------------------------------------------------------- | --------------------- | --------------------- | --------------- | ------------ | ----------- |
| Vandenberg's MoonKings                                      | 2014                  | 08-03-2014            | 169             | 1            |             |